# Lita Ford

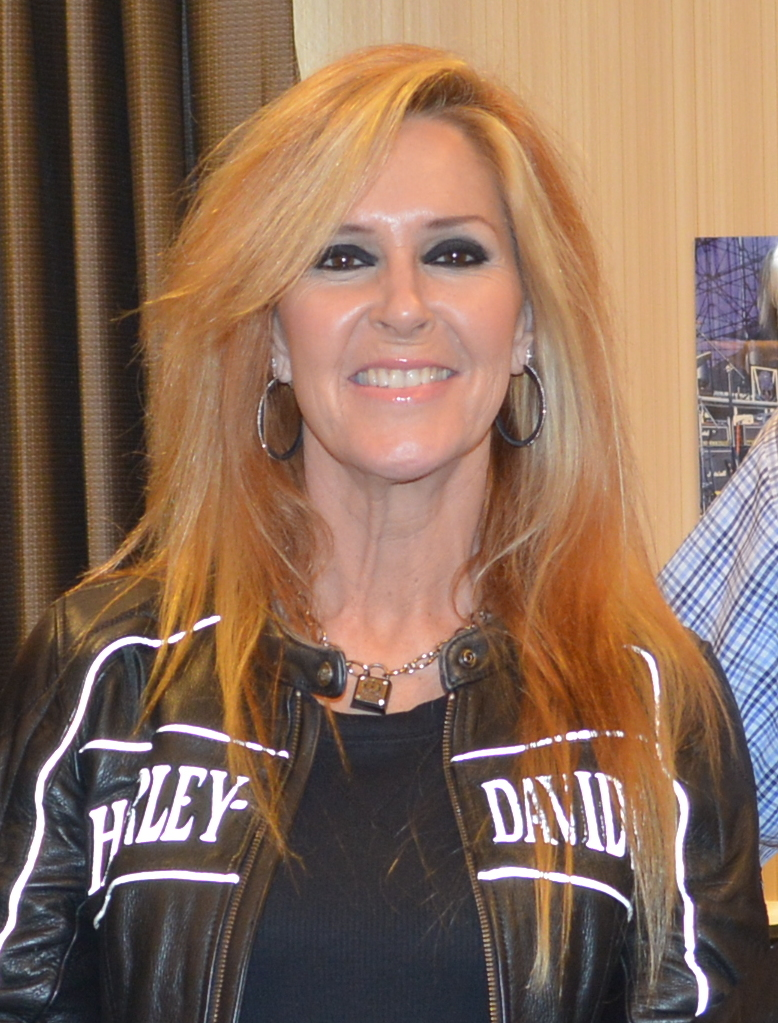
Lita Ford (2014)

Lita Rossana Ford (* 19. September 1958 in London, England) ist eine britische Rocksängerin und Gitarristin, die ihre größte Bekanntheit in den 1980er Jahren hatte.

## Leben

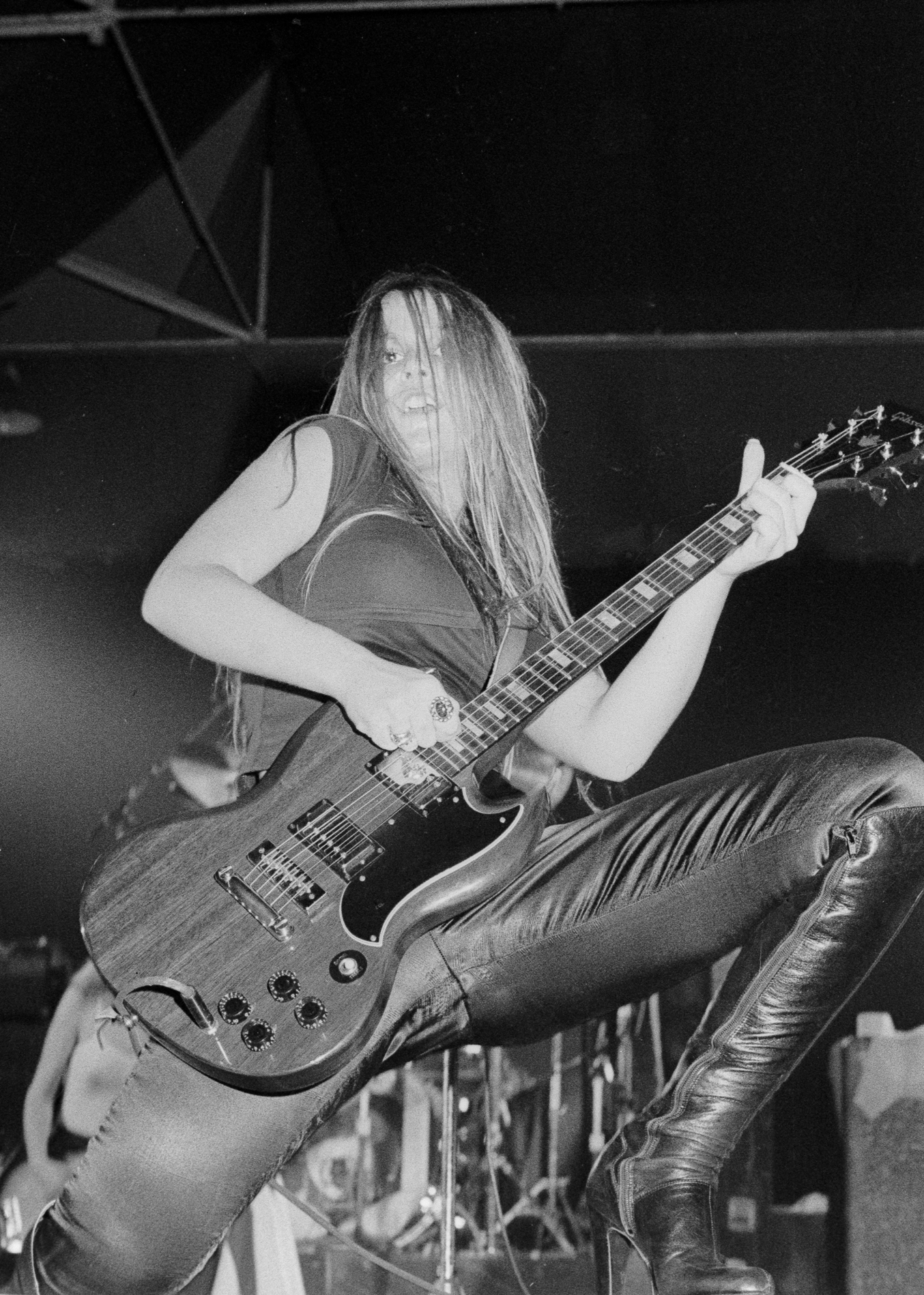
Lita Ford beim Auftritt von The Runaways beim Festival Brumrock ’76 in Birmingham

International bekannt wurde Lita Ford mit der Band The Runaways, aus der bekannte Solomusiker wie Joan Jett hervorgingen. Nach der Auflösung der Runaways im Jahr 1979 startete sie ihre Solokarriere.
1987 nahm sie gemeinsam mit Ozzy Osbourne das Duett Close My Eyes Forever auf, das ein Hit wurde. Der Song ist auf ihrem 1988er Album Lita enthalten.
Ford war von 1986 bis 1992 mit Chris Holmes, dem Gitarristen der Band W.A.S.P., verheiratet. 1994 heiratete sie Jim Gillette, den ehemaligen Sänger der Band Nitro. Mit ihm hat sie zwei Söhne. Im Februar 2011 gab sie in einem Radiointerview bekannt, dass der Scheidungskrieg, den sie zuvor mit Gillette ausgefochten hatte, das Songwriting zu ihrem Album Living Like a Runaway maßgeblich beeinflusst habe. Ihre kurze Affäre 1986 mit Tony Iommi (Black Sabbath) beschrieb sie in ihrer 2014 erschienenen Biografie „Living Like A Runaway: A Memoir“ als leidvoll. Iommi soll die Musikerin mehrfach geschlagen und misshandelt haben. Der Black-Sabbath-Gitarrist verarbeitete hingegen seine Erfahrungen mit der Gitarristin und Sängerin im Lied „No Stranger To Love“, das 1986 auf dem Studioalbum „Seventh Star“ erschien und als Videoclip ausgekoppelt wurde.
2016 erschien das Album Time Capsule unter Mithilfe zahlreicher prominenter Musiker wie Gene Simmons und Billy Sheehan. Gleichzeitig verkündete Ford, dass es auf jeden Fall danach ein weiteres Studioalbum geben wird. Dieses Album wurde von Gary Hoey produziert und befindet sich (Stand: April 2021) kurz vor der Fertigstellung. Es handelt sich dabei um ein Konzeptalbum. Einen Song nahm Ford gemeinsam mit Doro Pesch auf.
Eine Figur im Videospiel Brütal Legend für die PlayStation 3 sowie Xbox 360 basiert auf Lita Ford und trägt nicht nur ihren Namen, sondern hat auch ihr Aussehen.

## Diskografie

### Studioalben
| Jahr | Titel               | Höchstplatzierung, Gesamtwochen, AuszeichnungChartplatzierungen (Jahr, Titel, Platzierungen, Wochen, Auszeichnungen, Anmerkungen) | Höchstplatzierung, Gesamtwochen, AuszeichnungChartplatzierungen (Jahr, Titel, Platzierungen, Wochen, Auszeichnungen, Anmerkungen) | Höchstplatzierung, Gesamtwochen, AuszeichnungChartplatzierungen (Jahr, Titel, Platzierungen, Wochen, Auszeichnungen, Anmerkungen) | Anmerkungen                             |
| Jahr | Titel               | CH | UK | US | Anmerkungen                             |
| ---- | ------------------- | --- | --- | --- | --------------------------------------- |
| 1984 | Dancin’ on the Edge | — | UK96 (1 Wo.)UK | US66 (16 Wo.)US | Erstveröffentlichung: 18. Mai 1984      |
| 1988 | Lita                | — | — | US29 Platin · (62 Wo.)US | Erstveröffentlichung: 2. Februar 1988   |
| 1990 | Stiletto            | CH26 (6 Wo.)CH | UK66 (1 Wo.)UK | US52 (16 Wo.)US | Erstveröffentlichung: 15. Mai 1990      |
| 1991 | Dangerous Curves    | — | UK51 (2 Wo.)UK | US132 (4 Wo.)US | Erstveröffentlichung: 12. November 1991 |

Weitere Studioalben
- 1983: Out for Blood
- 1995: Black
- 2009: Wicked Wonderland
- 2012: Living Like a Runaway
- 2016: Time Capsule

### Livealben
- 2000: Greatest Hits Live!
- 2008: Kiss Me Deadly Live
- 2012: Nobody’s Child
- 2013: The Bitch Is Back … Live
- 2014: Live & Deadly
- 2016: Live San Juan ’92

### Kompilationen
- 1992: The Best of Lita Ford
- 1993: Greatest Hits
- 1997: Kiss Me Deadly
- 2004: Platinum & Gold Collection
- 2013: Playlist: The Very Best of Lita Ford

### Singles
| Jahr | Titel Album                      | Höchstplatzierung, Gesamtwochen, AuszeichnungChartplatzierungen (Jahr, Titel, Album, Platzierungen, Wochen, Auszeichnungen, Anmerkungen) | Höchstplatzierung, Gesamtwochen, AuszeichnungChartplatzierungen (Jahr, Titel, Album, Platzierungen, Wochen, Auszeichnungen, Anmerkungen) | Höchstplatzierung, Gesamtwochen, AuszeichnungChartplatzierungen (Jahr, Titel, Album, Platzierungen, Wochen, Auszeichnungen, Anmerkungen) | Anmerkungen                                       |
| Jahr | Titel Album                      | CH | UK | US | Anmerkungen                                       |
| ---- | -------------------------------- | --- | --- | --- | ------------------------------------------------- |
| 1984 | Gotta Let Go Dancin’ on the Edge | — | UK94 (2 Wo.)UK | — | Erstveröffentlichung: März 1984                   |
| 1988 | Kiss Me Deadly Lita              | — | UK78 (8 Wo.)UK | US12 (23 Wo.)US | Erstveröffentlichung: März 1988                   |
| 1989 | Close My Eyes Forever Lita       | — | UK47 (3 Wo.)UK | US8 Gold · (25 Wo.)US | Erstveröffentlichung: März 1989 mit Ozzy Osbourne |
| 1990 | Hungry Stiletto                  | — | UK76 (2 Wo.)UK | US98 (1 Wo.)US | Erstveröffentlichung: Juni 1990                   |
| 1991 | Shot of Poison Dangerous Curves  | — | UK63 (3 Wo.)UK | US45 (14 Wo.)US | Erstveröffentlichung: Oktober 1991                |

Weitere Singles
- 1983: Out for Blood
- 1983: Dressed to Kill
- 1984: Fire in My Heart
- 1988: Back to the Cave
- 1989: Falling in and Out of Love
- 1990: Lisa
- 1992: Playing with Fire
- 1992: Larger Than Life
- 1995: Killin’ Kind
- 2009: Crave
- 2012: Living Like a Runaway
- 2012: Mother
- 2013: Rock This Christmas Down (mit Cherie Currie)
- 2016: Rotten to the Core

### Videos
- 1989: Lita (US: Gold)
- 1990: A Midnight Snack
- 1991: Dangerous Videos, Vol. 1
- 2003: The Complete Video Collection